# Furna (Geomorphologie)
Furnas sind geomorphologische Landschaftsformen, die durch unterirdische Erosion entstehen. Das Inventar beinhaltet große Trichter in der Erdoberfläche (bis mehrere hundert Meter Durchmesser, bis über Hundert Meter tief), Höhlen, Tunnels und Spalten. Sie ähneln damit den Karstformen, die jedoch in Kalken durch Lösung entstehen. Der Begriff wurde von Maack im Jahre 1946 geprägt.

## Furnas in Brasilien
Von den Furnas leitet sich der Name der devonischen Furnas-Formation im Paraná-Becken in Südbrasilien ab, in der diese Hohlformen häufig auftreten. Die Formation besteht überwiegend aus Sandsteinen, vorwiegend Arkose, mit tonigem und mergeligem Bindemittel. Durch Verwitterung und Auswaschung der tonigen Bestandteile durch Grundwasserströme, vor allem im Bereich von Störungen, wird der Gesteinsverband gelockert und die Erosion kann an diesen Stellen einsetzen. Es entstehen zunächst unterirdische Tunnelsysteme, durch Einsturz des darüberliegenden Gesteins schließlich riesige Erosionkrater mit mehreren hundert Metern im Durchmesser und bis weit über 100 m Tiefe. Diese Krater sind durch Tunnel- oder Spaltensysteme miteinander verbunden.

## Verwendung des Begriffs
Der Begriff Furna ist in der geowissenschaftlichen Literatur fast ausschließlich auf das Gebiet der Furnas-Formation Brasiliens beschränkt geblieben, obwohl derartige unterirdische Erosionsformen auch in anderen Gegenden der Erde vorkommen.
Im Verbreitungsbereich der Furnas-Formation sind Furnas auch häufig wichtige archäologische Fundstätten von menschlichen Hinterlassenschaften (z. B. Höhlenmalereien). Deshalb ist der Begriff auch in der archäologischen Literatur zu finden.
Er wurde jedoch auf vulkanische Höhlensysteme z. B. auf den Azoren übertragen, so dass der Begriff dort verwendet wird. Typische vulkanische Furnas auf den Azoren sind lange Tunnel mit Verbindung zum Meer. Sie entstanden durch Erweiterung bereits bestehender vulkanischer Höhlensysteme (z. B. leere unterirdische Lavaröhren). Am anderen Ende befindet sich häufig eine schmale Verbindung zur Erdoberfläche, die sog. „Fumarole“. Bei schwerem Wellengang spritzt aus dieser Öffnung das Meerwasser „fumarolenartig“ heraus. Der Begriff „Fumarole“ im geologischen Sinn ist jedoch auf vulkanische Exhalationen beschränkt und sollte eigentlich nicht in dem obigen Sinne verwendet werden.

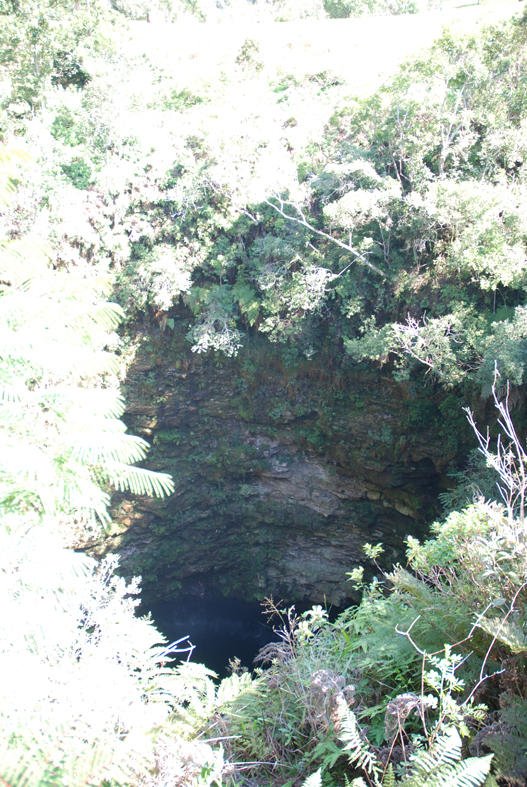
Blick in eine Furna in Vila Velha
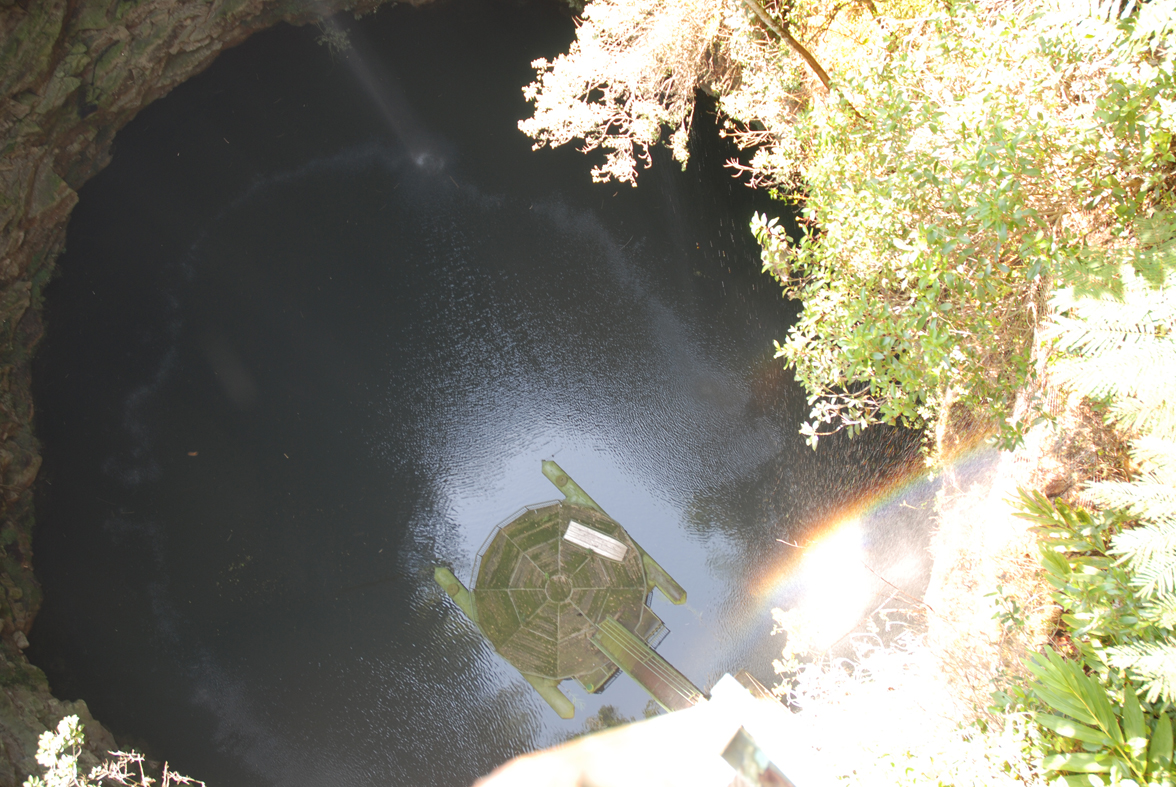
Plattform am Ende eines Aufzugs in ca. 70 Meter Tiefe einer Furna in Vila Velha
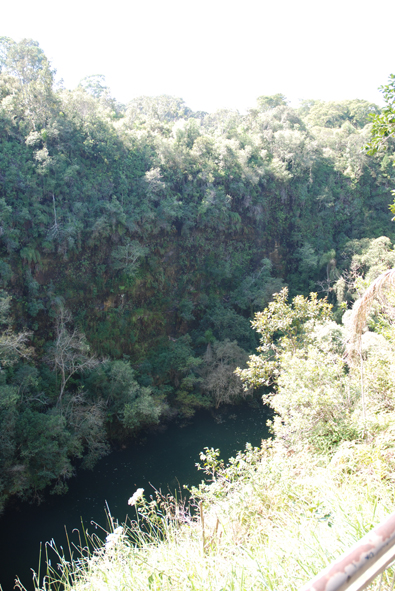
Blick in eine große Furna in Vila Velha, Paraná, Brasilien